# Claire Waldoff

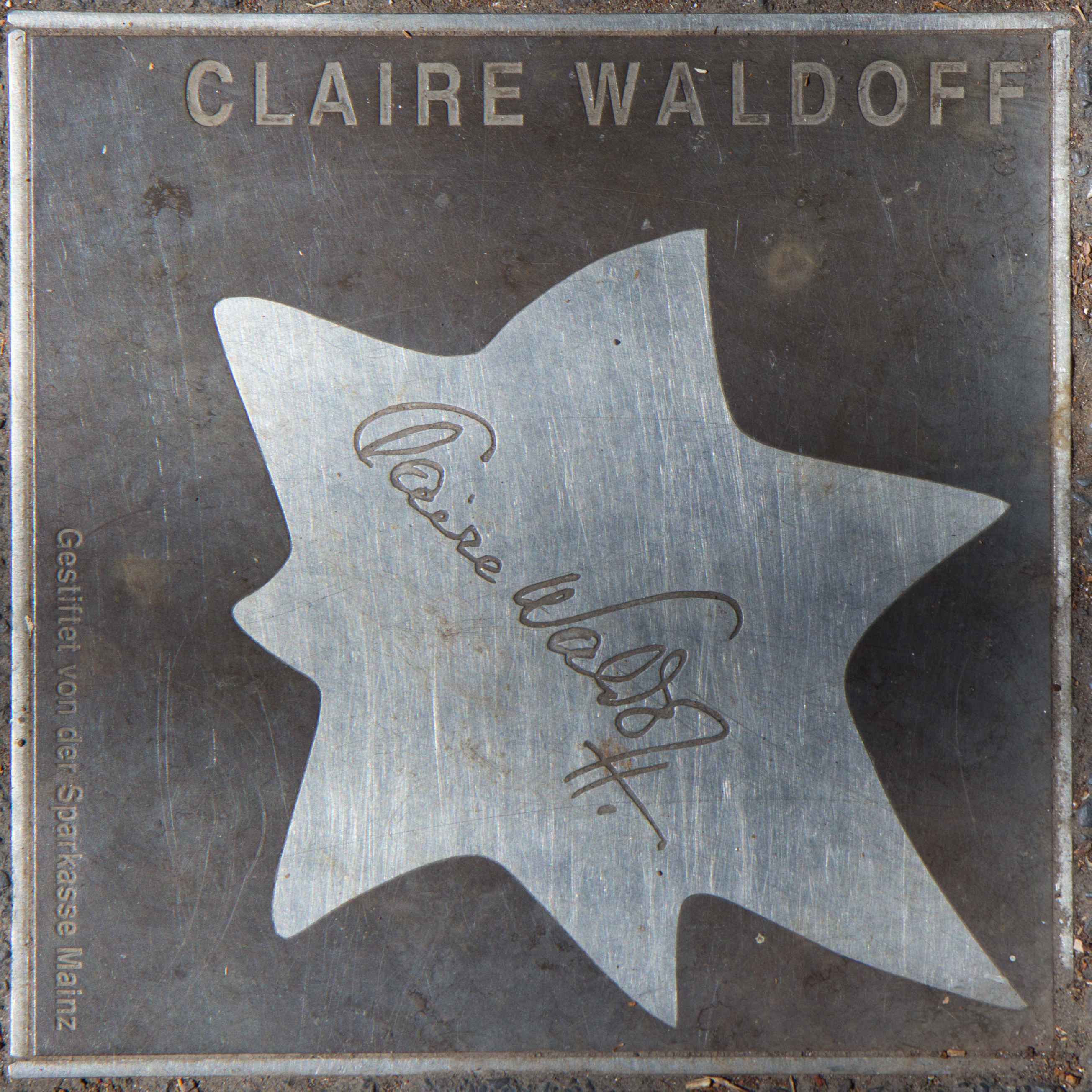
Walk of Fame of Cabaret

Claire Waldoff (nacida Clara Wortmann; Gelsenkirchen, 21 de octubre de 1884-Bad Reichenhall, 22 de enero de 1957) fue una cantante alemana. En Berlín, se convirtió antes de la II Guerra Mundial en la «reina del cabaret».

## Biografía
Clara Wortmann fue la undécima hija de 16 de una familia que regentaba un bar en Gelsenkirchen. Ya que su deseo de convertirse en médico no pudo realizarlo por falta de medios económicos, se decidió ser actriz, tomando el nombre artístico de Claire Waldoff. En 1903 ya tenía su primer contrato en Bad Pyrmont y Kattowitz. En 1907 llegó a Berlín.
Inicialmente le dieron pequeños papeles en comedias en el teatro Figaro en el Kurfürstendamm. En 1907 cambió al cabaret. Rudolf Nelson la contrató para el teatro Roland von Berlin en la calle Potsdam. En su primera actuación vestía un traje de colegial de Eton. La convirtió inmediatamente en la «estrella de Berlín». Poco antes de la actuación el compositor Walter Kollo le escribió una canción sobre un pato loco de amor y su Schmackeduzchen. La canción había nacido de la necesidad, ya que el programa antimilitarista previsto fue prohibido por la censura. Pronto actuaba también en el Chat Noir en la Friedrichstraße y en el Linden-Cabaret en Unter den Linden. Desde 1924 consiguió contratos para grandes revistas, entre otros con Erik Charell.
Claire Waldoff se especializó en canción ligera, schlager y chanson en dialecto de Berlín, que había aprendido en sus visitas a bares. Su marca eran una corbata, una blusa y peinado a lo chico de color bronce. Fumaba y juraba en escena. Ella misma describió su carisma más tarde con las siguientes palabras: «mi manera sencilla, sin gestos, sólo con la mímica, enfocado sólo al juego de expresiones de los ojos, era algo nuevo sobre el escenario del cabaret. Yo era y seguí siendo un gran espectáculo en mi sencillez.» 

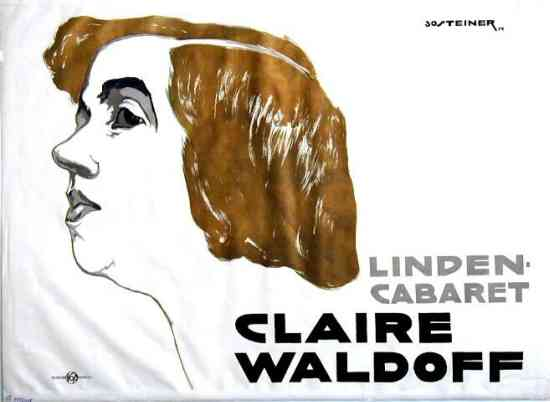
Cartel del cabaret Linden de Berlín con Claire Waldoff (1914).

El punto culminante de su carrera llegó a mediados de la década de 1920. Actuaba en los dos mayores varietés de Berlín, el Scala y el Wintergarten, además de realizar una tournee por Alemania. Fue contratada para operetas y revistas y compartió el escenario con una todavía desconocida Marlene Dietrich. La radio emitía sus canciones. Las ventas de sus discos alcanzaban récords. Su repertorio tenía durante esa época unas 300 canciones.
Con su compañera sentimental, Olga von Roeder, era además el centro de la vida lésbica de Berlín. Visitaba de forma regular el club femenino Damenklub Pyramide, que se reunía en el Toppkeller en Berlin-Schöneberg. Allí se encontraban, entre otras, las bailarinas Anita Berber y Cilly de Rheydt, mujeres elegantes, pintoras y modelos.
La toma de poder de Hitler en 1933 también supuso un corte en la carrera de Claire Waldoff. Durante algún tiempo sufrió una prohibición de actuar en público, porque había actuado poco antes para la comunista Rote Hilfe en el palacio de deportes de Berlín. Después de convertirse en miembro de la Reichskulturkammer (RKK), a la que tenían que pertenecer todos los artistas, la prohibición fue levantada. A mediados de la década de 1930 actuó con un programa doble con Lene Ludwig en Berlín, que mostraba bailes con máscara parodiando a famosos.
En 1936 se hundió definitivamente su carrera cuando el ministro de propaganda Joseph Goebbels le prohibió actuar en el Scala. Cada vez hubo menos contratos en Berlín. En 1939 se trasladó a Bayerisch Gmain e hizo algún concierto radiofónico en la Großdeutscher Rundfunk. La Wehrmacht la contrató para entretener a las tropas. En enero de 1942 cantó ante soldados alemanes en el París ocupado.
Tras el final de la contienda su carrera se vio interrumpida nuevamente. Por si fuera poco, la reforma monetaria de 1948 le costó sus ahorros y se empobreció. En 1954 el Senado de Berlín le concedió, con ocasión de su 70 cumpleaños, una pequeña renta. En 1953 apareció su autobiografía. Cuatro años más tarde murió de una apoplejía. Su último deseo fue ser enterrada en la cripta familiar de su compañera sentimental Olga von Roeder. Su deseo fue cumplido y la tumba se encuentra en el Pragfriedhof en Stuttgart. A Claire Waldoff se le ha dedicado una estrella en el Walk of Fame des Kabaretts en Maguncia.

## Compañera sentimental, Olga von Roeder
Olga von Roeder (1886 - 1963) provenía de una familia de actores de EE. UU. y era descendiente del colonizador Albrecht von Roeder. En 1917 conoció a Claire Waldoff en Berlín y hasta su muerte fue su compañera sentimental. Waldoff escribió en sus memorias «Ambas tuvimos la gran suerte con la otra. [...] Olly es una persona poco frecuente, una carácter ruidoso, una persona maravillosa.»
La pareja fue el centro de la vida lésbica de Berlín en la década de 1920. Von Roeder y Waldoff llevaban un salón literario sobre política y cultura para el intercambio de ideas entre lesbianas, y eran huéspedes queridas en el ambiente nocturno lésbico.

## Canciones
- Anexo:Canciones de Claire Waldoff

## Publicaciones
- Claire Waldoff: Weeste noch ...! Aus meinen Erinnerungen. Progress-Verlag, Düsseldorf/München 1953; Nueva edición: „Weeste noch ...?“ Erinnerungen und Dokumente. Parthas, Berlín 1997, ISBN 3-932529-11-1